# Renodes fuscula
Renodes fuscula är en fjärilsart som beskrevs av Lucas Friedrich Julius Dominikus von Heyden 1891 och som ingår i släktet Renodes. Inga underarter finns listade.